# 杰克·道格拉斯 (冰球运动员)
杰克·道格拉斯（英語：Jack Douglas，1930年4月24日—2003年1月12日），加拿大男子冰球运动员，场上位置是后卫。他曾代表加拿大参加1960年冬季奥林匹克运动会冰球比赛，获得一枚银牌。